# Son Ngoc Minh
Sơn Ngọc Minh (Trà Vinh, 1920 – Beijing, 22 de desembre de 1972), també conegut com a Achar Mean, va ser un polític comunista cambodjà, el primer èxit del qual va ser, el 1950, quan fou nomenat cap del govern revolucionari provisional organitzat pel Front Issarak Unit a Hong Dan. Entre els seus amics vietnamites era conegut com a Phạm Văn Hua.

## Biografia
Son Ngoc Minh va néixer el 1920 a la província de Trà Vinh, al Vietnam, fill de pare Khmer i mare vietnamita. Va convertir-se en predicador budista (Achar). En el transcurs de la Primera Guerra d'Indoxina va ser reclutat per les tropes comunistes vietnamites (Viet Minh) per servir al president del recentment creat Comitè d'Alliberament del Poble Cambotjà (CAPC) a Battambang. Minh havia nascut al districte khmer del sud del Vietnam, amb ascendència mestissa khmer i vietnamita, fet que comportava que suposés el més proper que tenien els vietnamites a un autèntic khmer revolucionari. El seu nom de guerra intentava capitalitzar la popularitat del defenestrat rival de Sihanouk, Son Ngoc Thanh, que aleshores encara es pansia a l'exili de França.
Posteriorment, Son Ngoc Minh es va convertir en el líder del primer congrés acional dels grups esquerrans del moviment Khmer Issarak, dels quals va sorgir el Front Issarak Unit. El 1950 va declarar formalment la independència de Cambodja, després d'exoposar que el FIU controlava una tercera part del país. Juntament amb Tou Samouth, Minh va fundar el Partit Revolucionari del Poble Khmer (PRPK) l'agost de 1951.
Minh es va mantenir com una de les figures més rellevants del partit, participant en la seva gestió principalment des de Hanoi, al Vietnam del nord, fins al 1972, quan a petició de Ieng Sary va ser enviat a un hospital de Beijing, per ser tractat de la pressió alta a la sang. Minh va morir allí el 22 de desembre. La seva mort va fer disminuir, encara més, la influència dels comunistes entrenats a Hanoi dins del partit, incrementant en canvi el poder de la línia dura del parit, liderada per Pol Pot.